# Hardy Hard
Hardy Hard, właściwie Kay Lippert (ur. 10 września 1974 w Dreźnie) – niemiecki DJ i twórca muzyki z gatunku electro-techno.
Przygodę z muzyką rozpoczynał od tworzenia prostych melodii na komputerze Atari, a następnie na Amiga 500. Początkowo tworzył muzykę do gier komputerowych i demówek. Na przełomie 1991/1992 zaczął tworzyć swoje pierwsze produkcje i grać w drezdeńskim klubie The Fabrik pod pseudonimem Hardsequencer.
Jego pierwsze nagranie demo trafiło do berlińskiej wytwórni Low Spirit (wytwórnia Westbama) w 1992. Był pierwszym wschodnioniemieckim twórcą wydającym produkcję stworzone na Amidze. Jego kolejne winyle: Noise is the Message, Brain Crash, The Dancing Nations oraz Ear to Brain stały się światowymi klasykami rave'u.
Po jego występie na Mayday 1994 licznie koncertował m.in. w Australii, Azji i Ameryce oraz remiksował takich artystów jak Yello, Marusha, Moby, Westbam, Afrika Bambaataa, Jan Delay czy H-Blocks (to tylko część twórców).
W roku 1995 stał się rezydentem w jednym z najpopularniejszych berlińskich klubów E-Werk i w latach 1996/1997 przeniósł się z Drezna do Berlina. Wtedy też postanowił skończyć z muzyką rave i zmienić pseudonim na Hardy Hard. Ostatnia produkcja Harsequencera nosiła tytuł The Healer. Pierwsze produkcje jakie stworzył Hardy Hard – Metal Hammer (label Loud & Slow) oraz Here Comes That Sound stały się klubowymi hitami. Jeden z najpopularniejszych utworów 1998 roku The Silver Surfer, napisany w oryginale przez artystę demoscenowego o pseudonimie Walkman, był praktycznie ówczesnym hymnem Love Parade, gdzie był najchętniej odtwarzanym utworem.
Występował na wielu międzynarodowych imprezach np. na Air-Rave na pustyniach Nevady w USA, Nature One Festival (Niemcy), Miami Musicconference, wszystkich Love Parade (w Berlinie, Kapsztadzie, Meksyku i Tel Awiwie); grał m.in. w: Yellowclub w Tokio, 1015 Folsom i DV8 w San Francisco, londyńskim Club UK, Chicago; odwiedził m.in. Szwajcarię, Austrię, Polskę, Rosję, Belgię, Holandię i całe Niemcy.
Pierwsze produkcje we własnym projekcie Chemical Reaction Food wydał w wytwórni Electric Kingdom, z którą – wspólnie z WestBamem – rozpoczął również w 1998 roku cykl imprez o tej samej nazwie. Wprawdzie panowało ożywienie muzyki lat 80., ale grali electro-techno i boogiebreaks w zupełnie nowym kontekście, co było zupełną nowością na niemieckiej scenie tanecznej.
W tym czasie Kay Lippert i legenda hip-hopu – Afrika Bambaataa pod szyldem projektu Sirius B wydali m.in. If You TechnoLectro, Tellievision i Funky & Proud. 